# بلدية دونداغا
بلدية دونداغا هي بلدية في لاتفيا، بلغ عدد سكانها 3٬846  نسمة، في 2017.
بلدية دونداغا هي قرية في كورلاند ، لاتفيا. في عام 2009 أصبحت القرية المركز الإداري لبلدية دونداغا. تشتهر دونداغا بقلعتها التي شيدتها مطرانية ريغا في أواخر القرن الثالث عشر.
منذ القرن السادس عشر حتى عام 1918 ، كانت قلعة دونداغا مركزًا لأكبر ملكية خاصة في كورلاند ، تنتمي إلى عائلة البارون اوستين ساكين وهي سلالة نبيلة محلية مهمة في البلطيق الألمانيكما كان يعرف سابقا.

## التقسيمات الإدارية
- Dundaga Parish [الإنجليزية]‏.